# Aszada Dzsiró
Aszada Dzsiró (浅田 次郎; Hepburn-átírással: Asada Jirō) Ivato Kódzsiró (岩戸 康次郎; Hepburn-átírással: Iwato Kōjirō), írói álneve. A japán Pen-club elnöke.

## Életút
1951-ben született Tokióban, és 9 éves koráig ott nevelkedett.
Jukio Misima , - aki egy puccsot próbált szervezni a Japán Önvédelmi Erők körében, majd öngyilkos lett, amikor terve kudarcot vallott - arra inspirálta Aszadát, hogy a Csio Egyetem Szuginami Középiskolájában folytatott tanulmányai befejeztével csatlakozzon a katonai szervezethez. Míg kereste a helyét, sokszor váltott állást, törekedve arra, hogy legyen lehetősége az írásra. Munkáit irodalmi versenyekre küldte be. 1991-ben Torarete tamaruka! (とられてたまるか!) című regényével indult be a karrierje. Ez volt az első műve, ami túljutott egy irodalmi verseny selejtezőjén, ezért írói álnévként a regény főszereplőjének nevét választotta. Számos pikareszk regényt írt, Csikatecu ni notte (地下鉄に乗って) című művével el is nyerte az Eiji Yoshikawa-díjat, és film is készült belőle 2006-ban; egy elbeszélés-gyűjteményét ( The Stationmaster and other stories (Poppoja (鉄道員?)) ) pedig a Naoki-díjjal honorálták. Eleinte pikareszk íróként volt ismert, de idővel több féle stílusba is belekóstolt. Jelentek meg például történelmi regényei, melyek közül a legismertebbet a The Firmament of the Pleiades (Szókjú no subaru, 蒼穹の昴), mely élénken jeleníti meg a Csing-dinasztia utolsó szakaszait, jelölték az 1996-os Naoki díjra.
Több mint 70 művét publikálta 14 év regényírói aktivitása alatt, és a jövőben újabb könyvek megírását tervezi.

## Érdekességek
- Önmagát ironikusan ‘a regények olcsó nyilvános étkezdéjének’nevezi, ezzel arra utalva, hogy alkalmazkodik a nagyérdemű igényeihez, bármilyen témáról ír, ami iránt van érdeklődés.
- Regényeiben gyakran ír a Jakuzáról, és mivel Aszada beismerte, hogy köze volt egy gengszterbandához, (konkrétabban kapcsolatban állt valakivel, aki piramisjátékon alapuló vállalkozások révén pénzelt bűnszervezeteket) egyesek ezen írásait önéletrajzi műnek tekintik.
- Modern könyveinek köszönhetően Aszada beceneve "Heiszei no nakasze ya" (平成の泣かせ屋) lett, mely arra utal, hogy jó érzéke van az olvasók megindításához, megríkatásához.
- Bevallottan láncdohányos, a dohányzók jogairól írt is egy esszét "Yúki rin-rin ruri no iro" (勇気凛凛ルリの色) címmel. Továbbá mindenféle szerencsejáték a hobbijai közé tartozik, így ezzel kapcsolatos esszéi is jelentek meg, például az "Oh my Gah!" (オー・マイ・ガアッ!) és a "Casino!" (カッシーノ!).
- A közvélemény úgy tekint rá, mint az író, aki folytatta a népszerű japán irodalom hagyományos stílusát.
- Állítása szerint egyik őse egy szamuráj volt, aki a Tokugava sógunátusba tartozott.
- Az esszéiben saját magát a „kopasz”, „pápaszemes”, „dagadék” jelzőkkel illeti. A húszas éveinek második felétől kezdett kopaszodni, majd harmincas éveire feladta a küzdelmet a hajhullás ellen, és attól fogva nyaranta mindig panamakalapot visel, ha elhagyja a házat. Fejének átmérője 62 cm, amelyre illő kalapot nem igen találni Japánban, emiatt a fejének nagyságára érzékeny. A negyvenes éveitől kezdve visel szemüveget.
- Amikor otthon tartózkodik, akár írással, akár mással foglalatoskodik éppen, gyakran ül törökülésben, és ezt a szokást a repülő-, és hosszabb vonat utak alkalmával is tartja.
- Otthon, írás közben amolyan „írós kimonót” visel, de az utcán azért ne szívesen mutatkozik kimonóban, így, ha például a közeli éjjel-nappaliba ugrik el, akkor átöltözik előtte.
- Amilyen lelkesedéssel bír regényírás iránt, olyan a kényelmetlenül érzi magát, ha levélírásra kerül a sor.
- Már gyermekkorában is imádott olvasni, szokása volt, hogy amit a könyvtárból kikölcsönzött, azt még aznap kiolvasta, másnap pedig visszavitte, hogy aztán megint újabbat kölcsönözzön ki. Ilyen módon napi egy könyvet fogyasztott, mondhatni „olvasásmániás” volt. Napi négy órát töltött olvasással, amit mindenképpen betartott, még ha az alvás rovására ment is a dolog. Szabályosan félt tőle, hogy mi lesz, ha kifut az olvasnivalóból, így ha elutazott valahová, feltétlenül vitt magával annyi könyvet, hogy minden napra jusson egy.
- Ha olyan könyvvel találkozott, ami nagyon tetszett neki, akkor nem elégedett meg pusztán az elolvasásával, - hazaérvén papírra kiírta a könyv szövegét, ezzel is fejlesztve az íráskészségét. Sőt, volt, hogy átírta a történet végét a saját szájíze szerint.

## Angol nyelven megjelent művei
- Novellagyűjtemények
  -     - The Stationmaster (eredeti cím: Poppoya)
    - Love Letter (eredeti cím: Rabu retā)
    - Devil (eredeti cím: Akuma)
    - In Tsunohazu (eredeti cím: Tsunohazu nite)
    - Kyara (eredeti cím: Kyara)
    - The Festival of Lanterns (eredeti cím: Urabon'e)
    - No-Good Santa (eredeti cím: Rokudenashi no santa)
    - Invitation from the Orion Cinema (eredeti cím: Orion-za kara no shōtaijō)

## Díjak és elismerések
- 1995-ben Yosikava Eidzsi díjat nyert a "Metro ni notte" (地下鉄に乗って) című művével.
- 1997-ben Japanese adventure fiction association különdíját  és a 117. Naoki Díjat nyerte el a "The Stationmaster and other stories" című novellagyűjteményével.
- 2000 - Sibata Renzaburo díjat kapott a Mibu Gishi Den (壬生義士伝, When the Last Sword Is Drawn) című művéért.
- 2006 - "Ohara mesi masze" (お腹召しませ) című műve elnyerte az első Csúo Koron irodalmi díjat és a tizedik Siba Rjotaro díjat.

## Film adaptációk
Japán filmek
- Poppoya (The Stationmaster)
- When the Last Sword Is Drawn

Dél-Koreai film
- Failan (Love Letter)

## Magyarországi látogatása
2016.12.07-én Aszada Dzsiró, a Japán Pen-Club elnöke, öt írótársával (Nisiki Maszaaki, Csino Jukiko, Hori Takeaki, Ide Cutomu, és Szató Ajako) együtt irodalmi szemináriumot tartott Budapesten a Károli Gáspár Református Egyetemen, és a Petőfi Irodalmi Múzeumban. Aszada az esti program keretében tartott előadást "A japán irodalom jellemzői" címmel.
A rendezvényen Aszada felolvasott egy részletet a "Dzsója" (情夜) című művéből, amelynek a Japán Alapítvány megbízásából készült magyar fordítása kiosztásra került az előadáson részvevők közt.

## Külső linkek
- J'Lit | Authors : Jiro Asada | Books from Japan (angolul)
- Jiro Asada az Internet Movie Database oldalon (angolul)